# Automazione dello sviluppo
L'automazione dello sviluppo (in inglese build automation) in informatica è l'atto di scrivere o automatizzare un'ampia varietà di compiti che gli sviluppatori software fanno nelle loro attività quotidiane di sviluppo come:
- compilazione del codice sorgente in codice binario
- pacchettizzazione del codice binario (cioè la fase di build)
- esecuzione di test
- deployment di sistemi di produzione
- creazione di documentazione e/o note di rilascio

## Makefile
- GNU Automake
- CMake
- Imake
- gmake
- Apache Ant
- Apache Maven